# Franz Hessenland
Franz Hessenland (* 5. November 1798 in Magdeburg; † 21. April 1866 in Stettin; vollständiger Name Johann Franz Valentin Hessenland) war ein deutscher Druckereibesitzer, Verleger und Politiker.
Hessenlands Vater war Buchdrucker und Buchhändler in Magdeburg. Nach dessen Tod zog Hessenlands Mutter mit ihren Kindern 1810 nach Stettin. Hier lernte Franz Hessenland den Beruf des Buchdruckers, arbeitete dann aber von 1819 bis 1829 in einer Holzhandlung.
1829 kaufte Hessenland seinem Onkel, Georg Karl Wilhelm Struck, dessen Druckerei- und Verlagsgeschäft ab, das auf die im 16. Jahrhundert durch Georg Rhete gegründete Buchdruckerei zurückging. Hessenland führte den Betrieb unter der Firma F. Hessenland. Ab 1835 druckte er die Ostsee-Zeitung, anfangs unter dem Titel Börsen-Nachrichten der Ostsee, und wurde 1850 deren Eigentümer. Das Unternehmen F. Hessenland entwickelte sich zu einem Großbetrieb, der später bis 1945 in Stettin bestand.
Hessenland wurde erstmals 1830 zum Stadtverordneten in Stettin gewählt, später war er auch Stadtverordnetenvorsteher. 1848 trat er als Stadtverordnetenvorsteher hervor, als er am 14. März in der ersten öffentlichen Sitzung der Stadtverordnetenversammlung erfolgreich den Antrag stellte, eine Petition an König Friedrich Wilhelm IV. zur erneuten Einberufung des Vereinigten Landtags zu richten.
Hessenland wurde 1845 zum stellvertretenden Abgeordneten des Pommerschen Provinziallandtags für die Stadt Stettin gewählt. 1848 nahm er für die Stadt Stettin am Vereinigten Landtag teil.
Franz Hessenland war seit 1830 verheiratet mit Louise Amalie, einer Tochter des Stettiner Bäckermeisters Martin Lentz. Die Tochter Franziska Louise Auguste heiratete Karl August Redies, der seit 1853 Hessenlands Teilhaber war. Redies (1869 als von Redei in den Adelsstand erhoben) führte das Unternehmen nach Hessenlands Tod 1866 fort, zunächst gemeinsam mit dessen Witwe. Eine weitere Tochter Hessenlands, Marie, heiratete den Kaufmann Wilhelm Heinrich Meyer, der sich ebenfalls im Unternehmen engagierte.